# نستله بيور لايف
نستله بيور لايف (بالإنجليزية: Nestlé Pure Life)‏، من إنتاج شركة نستله أمريكا الشمالية للمياه التي تمتلكها نستله للمياه للمجموعة نستله السويسرية.

## عن الشركة
بيعت العلامة التجارية نستله بيور لايف في عام 2002. وكانت تعرف من قبل باسم Aberfoyle Springs التي كانت تنتجها هذه الشركة في عام 1993. تباع مياه نستله بيور لايف في كل من كندا والولايات المتحدة.